# Trirhithrum stubbsi
Trirhithrum stubbsi är en tvåvingeart som beskrevs av White och Albany Hancock 2003. Trirhithrum stubbsi ingår i släktet Trirhithrum och familjen borrflugor.
Artens utbredningsområde är Kenya. Inga underarter finns listade i Catalogue of Life.